# Clementina Ribalta i Cuxart
Clementina Ribalta Cuxart (Barcelona, ca. 1896 - Barcelona, 18 d'abril de 1988) va ser una esportista i dirigent catalana, considerada com una de les pioneres de l'esport femení català.
Va practicar el tennis i la natació i va participar en la primera prova de natació femenina celebrada a l'Estat espanyol, el 15 d'agost de 1911. La prova de 80 m va ser guanyada per la seva germana Mercè, mentre que ella va quedar en tercera posició. Degut a aquest èxit, el setembre de 1912 va fundar, juntament amb Concha Cirici de Cortiella, Inès Sagnier, Carme Escubós i Rosa Elias, el Fèmina Natació Club, club pioner de la natació femenina i de la que fou la seva primera presidenta. El 1913 va organitzar el primer campionat internacional de natació femenina, amb diferents proves de velocitat i resistència, en les que hi va participar.